# Frank Jernström
Frank Bernhard Jernström, född 4 augusti 1914 i Leipzig, död 29 april 2007 i Ekenäs, var en finländsk journalist. Han var systerson till Erik Jernström. 
Jernström blev 1939 andre redaktör vid tidningen Hangö och tjänstgjorde under kriget bland annat som finländsk förbindelseofficer hos de tyska trupperna i Lappland. Han var 1945–1979 chefredaktör för Västra Nyland och blev på denna post tack vare sin breda internationella utblick och inrikespolitiska insikter en av Finlands mest respekterade tidningsmän. Han verkade även som utrikespolitisk kommentator i radio och intresserade sig för mediepolitiska frågor bland annat som ordförande i Rundradions svenska programråd 1970–1974. Han publicerade i bokform bland annat historiker över Mjölbolsta sanatorium (två band, 1981–1991), Västra Nylands kretssjukhus (1982) och Svenska kulturfonden (1987) samt memoarer under titeln Sju liv (1994). Han tilldelades Publicistpriset 1959.